# フリードリヒ・イェッケルン
フリードリヒ・アウグスト・イェッケルン（ドイツ語: Friedrich August Jeckeln, 1895年2月2日 - 1946年2月3日）は、ナチス・ドイツの親衛隊（SS）の将軍。最終階級は親衛隊大将、警察大将及び武装親衛隊大将。第二次世界大戦中にドイツ軍占領下ロシアの親衛隊及び警察指導者を務め、アインザッツグルッペンの殺人活動を監督していた人物。

## 略歴

### 親衛隊入隊まで
ドイツ帝国バーデン大公国のホルンベルクに工場所有者の息子として生まれた。ホルンベルクの小学校を出た後、1913年に上級実科学校を卒業するとともに、ケーテンの工業専門学校に入学。
1913年10月1日にドイツ陸軍に入隊、第76野戦砲兵連隊に勤務した。第一次世界大戦時は西部戦線で戦い、1915年3月より第40軽歩兵連隊に転属し連隊副官を務めた。1916年から1917年の間パイロットとしての研修を受け、1917年1月から1918年にかけて第5飛行補充隊に属した。軍での最終階級は予備役少尉であり、また二級鉄十字章と戦傷章黒章を受章した。
1918年5月13日にユダヤ人のシャルロッテ・ヒルシュと結婚。1919年1月にドイツ義勇軍「Grenzschutz Ost」に参加したが、1月20日に軍より退役した。その後義理の父親の下で1925年まで不動産管理者として働くが、その後1925年から1929年にかけてブラウンシュヴァイクでフリーの技術者として働いた。また1927年に最初の妻と離婚し、1928年7月4日にアンネマリー・ヴィエンスと再婚している。1922年から青年ドイツ団の団員となり、1924年まで所属した。

### ナチス親衛隊

#### 親衛隊入隊
1929年10月1日に国家社会主義ドイツ労働者党（ナチス党）に入党（党員番号163,348）し、1930年よりナチ党の大管区演説者となった。1930年3月15日に親衛隊（SS）に入隊（隊員番号4,367）した。1931年3月31日より第12親衛隊連隊第1大隊の大隊長となり、6月22日から同連隊の連隊長となる。1931年9月25日から1933年2月6日にかけて第4親衛隊地区（ブラウンシュヴァイク地域）司令官となる。
1932年7月31日から選挙区16区（南ハノーファー＝ブラウンシュヴァイク地区）選出の国会議員となった。またイェッケルンはブラウンシュヴァイク市内で市長であるエルンスト・ベーメ（ドイツ社会民主党員）の自宅爆破を含む政治的爆破に関与している。

#### ナチ党の権力掌握
1933年2月6日から7月15日にかけては親衛隊集団「南方」の司令官を務め、6月20日よりブラウンシュヴァイク自由州警察長官に任ぜられた。また親衛隊員ゲルハント・ラントマンが共産主義者に殺害された報復として7月4日に反ナチ派の共産主義者及び社会主義者11名の殺害を命じている（リーゼベルクの虐殺）。
1933年8月10日から親衛隊集団「北西」の司令官となる。また10月1日よりブラウンシュヴァイクの防護警察指揮官となり、1934年4月からはブラウンシェヴァイク自由州の政治警察も指揮した。1938年6月28日から「中央」親衛隊及び警察高級指導者に就任。1940年3月13日からブラウンシュヴァイク自由州評議会議員の一人となる。
この後、第二次世界大戦の西部戦線に1940年5月から6月まで髑髏師団の第2歩兵連隊第Ⅰ大隊の司令官として従軍している。1940年7月9日から親衛隊上級地区「西」司令官と親衛隊及び警察高級指導者「西」に就任した。

#### ウクライナ
1941年5月1日より親衛隊全国指導者幕僚に配属される。6月29日からロシアに転属となり、ウクライナを管轄する「南ロシア」親衛隊及び警察高級指導者に任命された。同年9月29日から30日にかけてキエフで行われたバビ・ヤールの大虐殺事件はイェッケルンらによって計画され、実行に移された。

#### オストラント
1941年11月1日からドイツの敗戦まで「オストラント及び北ロシア」親衛隊及び警察高級指導者を務めた。イェッケルンは、彼の支配地区で行われたアインザッツグルッペンのユダヤ人や「パルチザン」の殺人活動を監督していた。彼の支配地域で行われた組織的な大量殺人は「イェッケルン方式」と呼ばれた。1941年11月30日から12月8日にかけてルムブラ森で起こったユダヤ人虐殺（ルムブラ大虐殺でも「イェッケルン方式」が使われた。その方法とは、まずSDがリガ・ゲットーの住民を連行し、500人から1000人ずつ列に並べさせて10キロほど南の処刑場へ歩かせる。処刑場で所持品や衣服を奪って裸にさせてから、死体の穴の方へ顔を向けさせて後ろから銃殺。死体は自然に穴の中に落ちる。死体の山になった穴は埋める。といったやり方である。この殺人方法は「いわしの箱」とも呼ばれた。ルブラム虐殺ではこの方法で2万5000人もの人々が殺害された。1942年8月22日から9月21日にかけてイェッケルンの指揮で行われたユダヤ・パルチザン掃討戦「マラリア熱作戦」では49箇所のパルチザン拠点を破壊、パルチザン389名、民間人1274名を射殺し、ユダヤ人8350名とその他民間人1217名を狩り集めて強制収容所に送り込んでいる。
1944年9月22日より「ベルギー及び北フランス」親衛隊及び警察高級指導者に転じる。1945年1月18日から親衛隊及び警察高級指導者「オーバーシュレジエン」に就任。2月15日から4月28日にかけて第5SS義勇山岳軍団の軍団長となる。

### 処刑

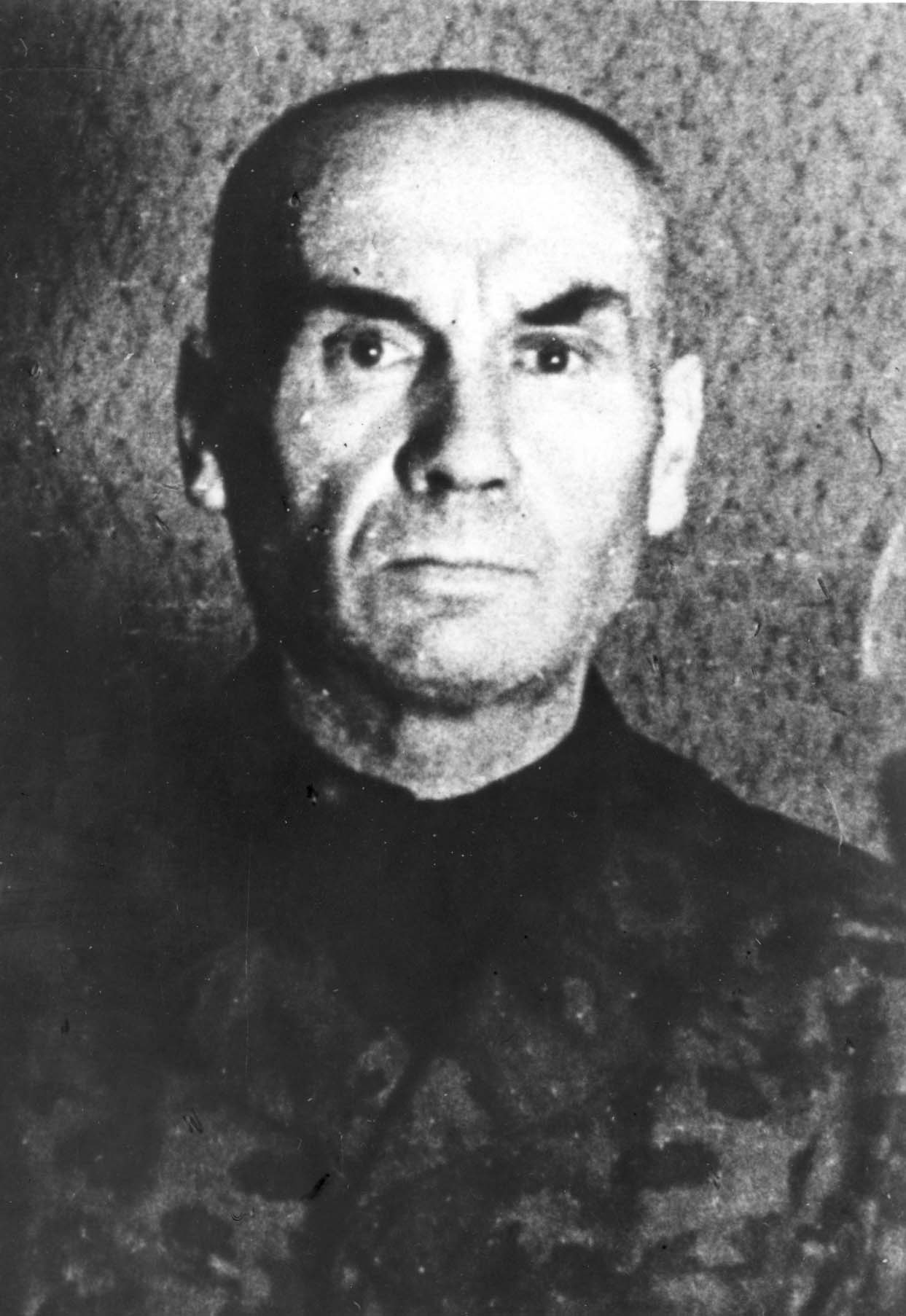
フリードリヒ・イェッケルン（逮捕後の写真）

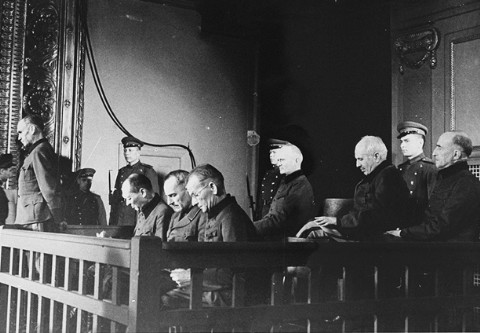
リガの軍事法廷でのイェッケルン（左端の人物）

1945年4月28日にハルベでソ連赤軍に逮捕された。1946年1月26日から2月3日にかけてラトビアのリガでタリン地区委員アレクサンダー・ベッキング（Alexander Boecking）突撃隊大佐、ジークフリート・ルフ中将、アルブレヒト・ディゲオン・フォン・モンテトン中将、ヴォルフガング・フォン・ディトフルト中将、フリードリヒ・ヴェルター（Friedrich Werther）少将、ブロニスワフ・パーヴェル（Bronislaw Pawel）少将 、ハンス・キュッパー（Hans Küpper）少将等と共に、ソ連の軍事法廷にかけられた（リガ裁判）。2月3日に死刑判決が下り、即日絞首刑に処された。

## 人物
信仰はプロテスタントだったが、親衛隊の方針に従って1929年に教会を離れた。

## 家族
イェッケルンは生涯に二度、結婚をしている。1918年5月13日にユダヤ人のシャルロッテ・ヒルシュと結婚し3人の子供を儲けているが1927年12月15日に離婚している。1928年7月4日にアンネマリー・ヴィエンスと再婚し5人の子供を儲けている。

## キャリア

### 階級
出典
- 1913年10月1日、一年志願兵
- 1915年5月、予備役少尉
- 1930年12月1日：親衛隊志願兵
- 1931年1月5日：親衛隊二等兵
- 1931年3月15日：親衛隊少佐
- 1931年6月22日：親衛隊大佐
- 1931年9月20日：親衛隊上級大佐
- 1933年2月4日：親衛隊中将
- 1933年6月20日：参事官
- 1933年10月1日：警察少佐
- 1933年11月1日：警察中佐
- 1936年9月13日：親衛隊大将
- 1941年4月1日：警察大将
- 1944年7月1日：武装親衛隊大将

### 受章
出典
- 騎士鉄十字章
  - 騎士鉄十字章（1944年8月27日）
  - 柏葉付（1945年3月8日）
- ドイツ十字章
  - 金章（1943年12月19日）
- 鉄十字章
  - 1939年版
    - 一級（1942年5月12日）

  - 1914年版
    - 二級
- 鉄十字章略章
  - 二級（1941年10月）
- 戦功十字章
  - 剣付
    - 一級（1942年1月27日）
    - 二級（1940年9月28日）
- 戦傷章
  - 1939年版
    - 銀章

  - 1918年版
    - 黒章
- 1941年/1942年冬季東部戦線従軍メダル（1942年7月29日）
- 1938年10月1日記念メダル（1939年）
- 1938年3月13日記念メダル（1938年）
- 名誉十字章前線戦士章（1934年）
- 軍事カール・フリードリヒ功労メダル（バーデン大公国）
- ホーエンツォレルン家勲章
  - 三級名誉十字章
- 金枠党員章
- ブラウンシュヴァイク突撃隊集会章（1931年）
- 勤続章
  - ナチ党勤続章
    - 銀章
    - 銅章（1940年1月30日）

  - 親衛隊勤続章
    - 2等

  - 警察勤続章（ドイツ語版）
    - 3等（1940年8月21日）
- SAスポーツ章（ドイツ語版）
  - 銅章（1937年12月1日）
- 親衛隊名誉短剣
- 親衛隊全国指導者名誉長剣（1937年12月1日）
- 親衛隊名誉リング（1937年12月1日）
- 親衛隊私服ピン（ドイツ語版）（1,981番）
- 親衛隊冬至祭燭台（ドイツ語版）（1935年12月16日）
- 古参闘士名誉章（1934年2月）